# Zeslandentoernooi (mannen)
Het Zeslandentoernooi (Engels: Six Nations Championship) is het belangrijkste rugbytoernooi op het noordelijk halfrond. De deelnemers zijn:
- het Engelse rugbyteam
- het Franse rugbyteam
- het Ierse rugbyteam
- het Welshe rugbyteam
- het Schotse rugbyteam
- het Italiaanse rugbyteam

Ierland komt uit als "All Ireland"-combinatie van de Ierse Republiek en Noord-Ierland. Er werd voor het rugbyteam dan ook een apart volkslied gecomponeerd, Ireland's Call.
Het is een halve competitie, waarbij sinds 2017 de winnaar van een wedstrijd vier competitiepunten krijgt en de verliezer nul. Scoort een ploeg 4 tries of meer, dan verdient deze ploeg daarmee één bonuspunt. Wanneer aan het eind van de wedstrijd het verschil in gescoorde punten slechts 7 of minder is, verdient de verliezende partij daarmee ook een bonuspunt. Een gelijkspel is twee punten waard. Voor 2017 ontving de winnaar twee wedstrijdpunten en de verliezer nul, bij een gelijkspel elk team één punt. Tot 1994 konden landen de titel delen, maar daarna werd rekening gehouden met onderlinge resultaten en het doelsaldo. Het toernooi wordt doorgaans gehouden in de eerste maanden van het kalenderjaar en begint op of rond 1 februari.
Sinds 1996 kent het Zeslandentoernooi een tegenhanger op het zuidelijk halfrond, de The Rugby Championship vroeger Tri Nations Series.

## Geschiedenis
De geschiedenis van het Zeslandentoernooi begon in 1883, toen de zogeheten Home Nations (Engeland, Schotland, Ierland en Wales) besloten een jaarlijkse competitie te beginnen. In 1910 werd Frankrijk toegelaten, waar rugby inmiddels erg populair was geworden. Tussen 1932 en 1939 werd het land echter weer uitgesloten, omdat de spelers betaald zouden worden. Het huidige Zeslandentoernooi ontstond in 2000, toen Italië werd uitgenodigd. In enkele jaargangen was het niet mogelijk alle wedstrijden te spelen, zodat er ook geen winnaar werd uitgeroepen. Tijdens de wereldoorlogen werd het toernooi niet georganiseerd.

## Prijzen

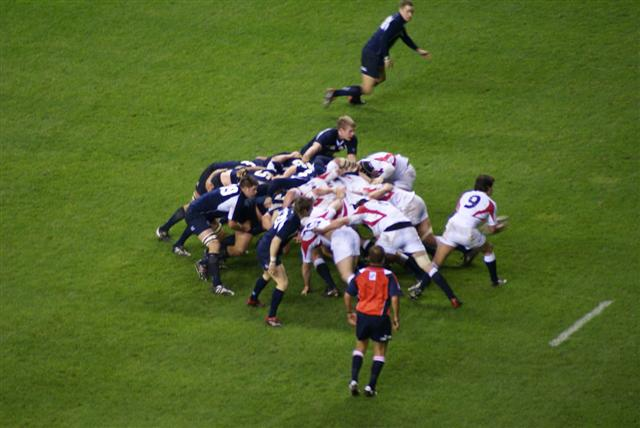
De wedstrijd Engeland - Schotland om de Calcutta Cup.

Winnaar van het toernooi (het team met de meeste punten);
Naast het winnen van het toernooi, wat het belangrijkste doel is, zijn er verschillende onderliggende titels en prijzen te verdienen:
Grand slam: wanneer de winnaar alle gespeelde wedstrijden gewonnen heeft;
Triple Crown: alleen mogelijk voor een van de Home Nations: het team dat alle andere Home Nations verslaat;
Calcutta Cup: de winnaar van de wedstrijd tussen Engeland en Schotland. (sinds 1879);
Millennium Trophy: de winnaar van de wedstrijd tussen Engeland en Ierland. (sinds 1988);
Centenary Quaich: de winnaar van de wedstrijd tussen Ierland en Schotland. (sinds 1989);
Eurostar Trophy: de winnaar van de wedstrijd tussen Frankrijk en Engeland. (sinds 2000);
Giuseppe Garibaldi Trophy: de winnaar van de wedstrijd tussen Frankrijk en Italië. (sinds 2007);
Auld Alliance Trophy: de winnaar van de wedstrijd tussen Frankrijk en Schotland. (sinds 2018);
Doddie Weir Cup; de winnaar van de wedstrijd tussen Wales en Schotland. (sinds 2018);
Cuttitta Cup; de winnaar van de wedstrijd tussen Italië en Schotland. (sinds 2022);
Wooden spoon (Houten lepel): het land dat alle wedstrijden verliest.

## Winnaars

### Vierlandentoernooi 1883-1909
| jaar | winnaar(s)                  | bijzonderheid             |
| ---- | --------------------------- | ------------------------- |
| 1883 | Engeland                    |                           |
| 1884 | Engeland                    |                           |
| 1885 | Niet uitgespeeld            |                           |
| 1886 | Engeland en Schotland       |                           |
| 1887 | Schotland                   |                           |
| 1888 | Ierland, Schotland en Wales | Engeland speelde niet mee |
| 1889 | Schotland                   | Engeland speelde niet mee |
| 1890 | Engeland en Schotland       |                           |
| 1891 | Schotland                   |                           |
| 1892 | Engeland                    |                           |
| 1893 | Wales                       |                           |
| 1894 | Ierland                     |                           |
| 1895 | Schotland                   |                           |
| 1896 | Ierland                     |                           |
| 1897 | Niet uitgespeeld            |                           |
| 1898 | Niet uitgespeeld            |                           |
| 1899 | Ierland                     |                           |
| 1900 | Wales                       |                           |
| 1901 | Schotland                   |                           |
| 1902 | Wales                       |                           |
| 1903 | Schotland                   |                           |
| 1904 | Schotland                   |                           |
| 1905 | Wales                       |                           |
| 1906 | Wales en Ierland            |                           |
| 1907 | Schotland                   |                           |
| 1908 | Wales                       | grand slam                |
| 1909 | Wales                       | grand slam                |

### Vijflandentoernooi 1910-1931
| jaar    | winnaar(s)                          | bijzonderheid                       |
| ------- | ----------------------------------- | ----------------------------------- |
| 1910    | Engeland                            |                                     |
| 1911    | Wales                               | grand slam                          |
| 1912    | Engeland en Ierland                 |                                     |
| 1913    | Engeland                            | grand slam                          |
| 1914    | Engeland                            | grand slam                          |
| 1915-19 | Niet gehouden (Eerste Wereldoorlog) | Niet gehouden (Eerste Wereldoorlog) |
| 1920    | Engeland, Schotland en Wales        |                                     |
| 1921    | Engeland                            | grand slam                          |
| 1922    | Wales                               |                                     |
| 1923    | Engeland                            | grand slam                          |
| 1924    | Engeland                            | grand slam                          |
| 1925    | Schotland                           | grand slam                          |
| 1926    | Schotland en Ierland                |                                     |
| 1927    | Schotland en Ierland                |                                     |
| 1928    | Engeland                            | grand slam                          |
| 1929    | Schotland                           |                                     |
| 1930    | Engeland                            |                                     |
| 1931    | Wales                               |                                     |

### Vierlandentoernooi 1932-1939
| jaar | winnaar(s)                 | bijzonderheid |
| ---- | -------------------------- | ------------- |
| 1932 | Engeland, Wales en Ierland |               |
| 1933 | Schotland                  |               |
| 1934 | Engeland                   |               |
| 1935 | Ierland                    |               |
| 1936 | Wales                      |               |
| 1937 | Engeland                   |               |
| 1938 | Schotland                  |               |
| 1939 | Engeland, Wales en Ierland |               |

### Vijflandentoernooi 1940-1999
| jaar    | winnaar(s)                                       | bijzonderheid                       |
| ------- | ------------------------------------------------ | ----------------------------------- |
| 1940-46 | Niet gehouden (Tweede Wereldoorlog)              | Niet gehouden (Tweede Wereldoorlog) |
| 1947    | Wales en Engeland                                |                                     |
| 1948    | Ierland                                          | grand slam                          |
| 1949    | Ierland                                          |                                     |
| 1950    | Wales                                            | grand slam                          |
| 1951    | Ierland                                          |                                     |
| 1952    | Wales                                            | grand slam                          |
| 1953    | Engeland                                         |                                     |
| 1954    | Engeland, Frankrijk en Wales                     |                                     |
| 1955    | Frankrijk en Wales                               |                                     |
| 1956    | Wales                                            |                                     |
| 1957    | Engeland                                         | grand slam                          |
| 1958    | Engeland                                         |                                     |
| 1959    | Frankrijk                                        |                                     |
| 1960    | Frankrijk en Engeland                            |                                     |
| 1961    | Frankrijk                                        |                                     |
| 1962    | Frankrijk                                        |                                     |
| 1963    | Engeland                                         |                                     |
| 1964    | Schotland en Wales                               |                                     |
| 1965    | Wales                                            |                                     |
| 1966    | Wales                                            |                                     |
| 1967    | Frankrijk                                        |                                     |
| 1968    | Frankrijk                                        | grand slam                          |
| 1969    | Wales                                            |                                     |
| 1970    | Wales en Frankrijk                               |                                     |
| 1971    | Wales                                            | grand slam                          |
| 1972    | Niet uitgespeeld                                 |                                     |
| 1973    | Engeland, Frankrijk, Ierland, Schotland en Wales |                                     |
| 1974    | Ierland                                          |                                     |
| 1975    | Wales                                            |                                     |
| 1976    | Wales                                            | grand slam                          |
| 1977    | Frankrijk                                        | grand slam                          |
| 1978    | Wales                                            | grand slam                          |
| 1979    | Wales                                            |                                     |
| 1980    | Engeland                                         | grand slam                          |
| 1981    | Frankrijk                                        | grand slam                          |
| 1982    | Ierland                                          |                                     |
| 1983    | Frankrijk en Ierland                             |                                     |
| 1984    | Schotland                                        | grand slam                          |
| 1985    | Ierland                                          |                                     |
| 1986    | Frankrijk en Schotland                           |                                     |
| 1987    | Frankrijk                                        | grand slam                          |
| 1988    | Wales en Frankrijk                               |                                     |
| 1989    | Frankrijk                                        |                                     |
| 1990    | Schotland                                        | grand slam                          |
| 1991    | Engeland                                         | grand slam                          |
| 1992    | Engeland                                         | grand slam                          |
| 1993    | Frankrijk                                        |                                     |
| 1994    | Wales                                            |                                     |
| 1995    | Engeland                                         | grand slam                          |
| 1996    | Engeland                                         |                                     |
| 1997    | Frankrijk                                        | grand slam                          |
| 1998    | Frankrijk                                        | grand slam                          |
| 1999    | Schotland                                        |                                     |

### Zeslandentoernooi 2000-heden
| jaar | winnaar(s) | bijzonderheid |
| ---- | ---------- | ------------- |
| 2000 | Engeland   |               |
| 2001 | Engeland   |               |
| 2002 | Frankrijk  | grand slam    |
| 2003 | Engeland   | grand slam    |
| 2004 | Frankrijk  | grand slam    |
| 2005 | Wales      | grand slam    |
| 2006 | Frankrijk  |               |
| 2007 | Frankrijk  |               |
| 2008 | Wales      | grand slam    |
| 2009 | Ierland    | grand slam    |
| 2010 | Frankrijk  | grand slam    |
| 2011 | Engeland   |               |
| 2012 | Wales      | grand slam    |
| 2013 | Wales      |               |
| 2014 | Ierland    |               |
| 2015 | Ierland    |               |
| 2016 | Engeland   | grand slam    |
| 2017 | Engeland   |               |
| 2018 | Ierland    | grand slam    |
| 2019 | Wales      | grand slam    |
| 2020 | Engeland   |               |
| 2021 | Wales      |               |
| 2022 | Frankrijk  | grand slam    |
| 2023 | Ierland    | grand slam    |
| 2024 | Ierland    |               |
| 2025 | Frankrijk  |               |

## Aantal overwinningen
| land      | overwinningen |
| --------- | ------------- |
| Engeland  | 39            |
| Wales     | 39            |
| Frankrijk | 27            |
| Ierland   | 25            |
| Schotland | 22            |
| Italië    | 0             |

## Speler van het toernooi
| Jaar | Land      | Winnaar              |
| ---- | --------- | -------------------- |
| 2004 | Ierland   | Gordon D'Arcy        |
| 2005 | Wales     | Martyn Williams      |
| 2006 | Ierland   | Brian O'Driscoll     |
| 2007 | Ierland   | Brian O'Driscoll (2) |
| 2008 | Wales     | Shane Williams       |
| 2009 | Ierland   | Brian O'Driscoll (3) |
| 2010 | Ierland   | Tommy Bowe           |
| 2011 | Italië    | Andrea Masi          |
| 2012 | Wales     | Dan Lydiate          |
| 2013 | Wales     | Leigh Halfpenny      |
| 2014 | Engeland  | Mike Brown           |
| 2015 | Ierland   | Paul O'Connell       |
| 2016 | Schotland | Stuart Hogg          |
| 2017 | Schotland | Stuart Hogg (2)      |
| 2018 | Ierland   | Jacob Stockdale      |
| 2019 | Wales     | Alun Wyn Jones       |
| 2020 | Frankrijk | Antoine Dupont       |
| 2021 | Schotland | Hamish Watson        |
| 2022 | Frankrijk | Antoine Dupont (2)   |
| 2023 | Frankrijk | Antoine Dupont (3)   |
| 2024 | Italië    | Tommaso Menoncello   |
| 2025 | Frankrijk | Louis Bielle-Biarrey |